# Bario-ortojoaquinite
La bario-ortojoaquinite è un minerale appartenente al gruppo della joaquinite.